# محوطه میر جمال ۵
محوطه میر جمال ۵ مربوط به سده‌های میانه دوران‌های تاریخی پس از اسلام است و در شهرستان زابل، بخش میانکنگی، دهستان قرقری، ۴۷۰ متری شمال شرق روستای میر جمال واقع شده و این اثر در تاریخ ۲۷ اسفند ۱۳۸۶ با شمارهٔ ثبت ۲۲۶۶۴ به‌عنوان یکی از آثار ملی ایران به ثبت رسیده است.